# The Black Crown
The Black Crown è il terzo album del gruppo deathcore Suicide Silence. L'album è stato pubblicato il 12 luglio 2011.
Questo è l'ultimo album della band con il cantante Mitch Lucker deceduto a seguito di un incidente in moto il 1º novembre 2012.
L'album ha debuttato al 28º posto nella classifica Billboard 200.

## Tracce
1. Slaves to Substance – 3:28
2. O.C.D. – 3:20
3. Human Violence – 3:48
4. You Only Live Once – 3:13
5. Fuck Everything – 4:34
6. March to the Black Crown – 1:31
7. Witness the Addiction (feat. Jonathan Davis dei Korn) – 5:32
8. Cross-Eyed Catastrophe (feat. Alexia Rodriguez degli Eyes Set to Kill) – 3:25
9. Smashed (feat. Frank Mullen dei Suffocation) – 3:07
10. The Only Thing That Sets Us Apart – 4:11
11. Cancerous Skies – 3:15
12. Superbeast (Bonus track su iTunes; cover di Rob Zombie) – 3:40
13. Revival of Life (Bonus track nell'edizione limitata) – 4:07

## Formazione
- Chris Garza - chitarra
- Mark Heylmun - chitarra
- Dan Kenny - basso
- Alex Lopez - batteria
- Mitch Lucker - voce